# Elodia (rodzaj)
Elodia – rodzaj muchówek z rodziny rączycowatych (Tachinidae).

## Gatunki
- E. adiscalis Mesnil, 1970[1]
- E. ambulatoria (Meigen, 1824)[2]
- E. atra (Gardner, 1940)[3]
- E. atricans (Herting, 1975)[2]
- E. morio (Fallén, 1820)[2]
- E. parafacialis (Chao & Zhou, 1992)[1]